# Варасова
Варасова (на гръцки: Βαράσοβα) е планина в Етолия, Западна Гърция. Намира на изток от река Евинос и на запад от Антирио и Клокова. Изградена е от варовикови скали. В древността се е наричала Халкея. 
Планината е известна като Етолийска Света гора, понеже в нея се намират действащи или в руини общо 72 църковни и манастирски обекта. В южната ѝ част, откъм морето, се намира пещера, достъпа до която е само с лодка откъм морето.